# Roger Lebow
Roger Lebow (* vor 1955) ist ein US-amerikanischer Cellist und Musikpädagoge.
Lebow studierte bei den Piatigorskyschülern Laurence Lesser und Robert Sayre sowie Gabor Rejto und William van den Burg, Schülern von Pablo Casals. Er unterrichtete Cello an der Chapman University und am Occidental College und ab 1993 am Pomona College, als Gastdozent außerdem am California Institute of the Arts und der University of California.
Das Repertoire Lebows umfasst Werke einer Zeitspanne vom 16. Jahrhundert bis zur Gegenwart. Neben dem Cello spielt er auch Bratsche. Er war zehn Jahre Erster Cellist des Los Angeles Mozart Orchestra und trat als Solist und Kammermusiker beim Oregon Bach Festival auf. Er war Gründungsmitglied des Armadillo String Quartet und des Clarion Trio und arbeitete zehn Jahre mit dem Philadelphia String Quartet zusammen. Außerdem beteiligte er sich an der Gründung der Gruppe Xtet, eines nach Bedarf aus zwei bis zwölf Musikern bestehenden Ensembles für zeitgenössische Musik. Kammermusikaufnahmen mit Lebow erschienen bei den Labels Delos, New World Records, Water Lily Acoustics, Spectral Harmonies und Albany. Außerdem spielte er auch Cello auf Aufnahmen des Electric Light Orchestra, Kim Carnes’ und Alanis Morissettes sowie im Soundtrack vieler Filme wie Das große Krabbeln, Krieg der Welten und Constantine.